# False Pass
False Pass is een plaats (city) aan de oostkust van het eiland Unimak in de Amerikaanse staat Alaska, en valt bestuurlijk gezien onder Aleutians East Borough.

## Demografie
Bij de volkstelling in 2000 werd het aantal inwoners vastgesteld op 64.
In 2006 is het aantal inwoners door het United States Census Bureau geschat op 57, een daling van 7 (-10.9%).

## Geografie
Volgens het United States Census Bureau beslaat de plaats een oppervlakte van
176,8 km², waarvan 69,6 km² land en 107,2 km² water.

## Plaatsen in de nabije omgeving
De onderstaande figuur toont nabijgelegen plaatsen in een straal van 124 km rond False Pass.